# Kumaga
Kumaga est une ville du Botswana.